# Ritten Sport
Ritten Sport är ett ishockeylag från Ritten, Italien. De spelar i Serie A, den högsta nivån i ishockey i Italien.
Ritten grundades 1984, och spelade i de lägre ligorna i Italien tills de flyttades upp till Serie A 2004.

## Achievements
- Serie-vinnare: 1999
- Coppa Italia-vinnare: 2010